# 邵东市人民政府
27°15′57″N 111°45′03″E / 27.265851°N 111.750719°E
邵东市人民政府（简称邵东市政府）是中华人民共和国湖南省邵阳市邵东市的行政管理机关。现任市长是付凯军，2024年10月上任。

## 沿革
1951年11月22日，邵阳县人民政府（今邵阳市人民政府）建立“邵东办事处”。1952年2月，湖南省人民政府府民行创字第006号令，“奉中南军政委员会电转中央人民政府政务院2月16日电令，设置邵东县”，4月6日，邵阳专署颁发“邵东县人民政府”公章，邵东县办事处撤销。1955年4月13日，邵东县人民政府更名为“邵东县人民委员会”。
1966年6月，文化大革命开始，邵东县人民委员会的职权被迫停止。1967年3月6日，“邵东县生产领导小组”建立，7月1日更名为“抓革命促生产指挥部”。1968年3月12日，“邵东县革命委员会”建立。文化大革命结束后的1981年1月13日，邵东县第八届人民代表大会第一次会议，重建“邵东县人民政府”。
2019年7月12日，经国务院批准，民政部批复同意撤销邵东县，设立县级邵东市，邵东市由湖南省直辖，邵阳市代管。

### 反腐败工作
2019年9月3日，王长忠涉嫌严重违纪违法接受湖南省纪委湖南省监察委员会纪律审查和监察调查，12月27日，王长忠遭到开除党籍处分、取消其退休待遇，收缴违纪所得。2020年7月3日，湖南省郴州市中级人民法院审理其受贿案，受贿合计1786.4316万元，2021年1月8日，郴州市中级人民法院判处其有期徒刑11年，并处罚金人民币200万元。
2024年8月1日，沈志定涉嫌严重违纪违法接受湖南省纪委湖南省监察委员会纪律审查和监察调查，12月13日遭到开除党籍开除公职（双开）处分。

## 历任领导

### 历任县长
| 姓名   | 就任日期   | 卸任日期   | 备注   |
| ------ | ---------- | ---------- | ------ |
| 赵旭程 | 1952年     | 1953年10月 | [ 1 ]  |
| 宋名唐 | 1953年10月 | 1954年10月 | [ 1 ]  |
| 周泽民 | 1955年4月  | 1956年12月 | [ 1 ]  |
| 宁端甫 | 1956年12月 | 1965年6月  | [ 1 ]  |
| 蔡美瑞 | 1965年6月  | 1968年3月  | [ 1 ]  |
| 杨荫普 | 1968年3月  | 1968年11月 | [ 1 ]  |
| 徐自伦 | 1969年2月  | 1973年8月  | [ 1 ]  |
| 刘中心 | 1973年8月  | 1975年4月  | [ 1 ]  |
| 周南生 | 1975年4月  | 1977年12月 | [ 1 ]  |
| 张春林 | 1979年1月  | 1980年3月  | [ 1 ]  |
| 岳长发 | 1980年3月  | 1981年1月  | [ 1 ]  |
| 王旭   | 1981年1月  | 1982年12月 | [ 1 ]  |
| 钱松柏 | 1982年12月 | 1985年3月  | [ 1 ]  |
| 刘汉云 | 1985年3月  | 1990年3月  | [ 1 ]  |
| 邓石林 | 1990年3月  | 1995年     | [ 1 ]  |
| 王长忠 | 2002年6月  | 2006年9月  | [ 7 ]  |
| 艾方毅 | 2005年10月 | 2012年4月  | [ 8 ]  |
| 罗建南 | 2012年4月  | 2013年4月  | [ 9 ]  |
| 沈志定 | 2013年4月  | 2016年8月  | [ 9 ]  |
| 周玉凡 | 2016年8月  | 2019年7月  | [ 10 ] |

### 历任市长
| 姓名   | 就任日期   | 卸任日期   | 备注   |
| ------ | ---------- | ---------- | ------ |
| 周玉凡 | 2019年7月  | 2021年10月 | [ 10 ] |
| 李国军 | 2021年10月 | 2024年10月 | [ 11 ] |
| 付凯军 | 2024年10月 |            | [ 12 ] |